# Aéroport Neil Armstrong
L'aéroport Neil Armstrong est un aéroport à usage public situé à New Knoxville, Ohio, à huit milles marins au sud-ouest du quartier central des affaires de Wapakoneta. Il appartient à l'Autorité aéroportuaire du comté d'Auglaize.